# قاسم رسائلی
قاسم رسائلی بوکسور اهل ایران بوده است.
وی در بازی‌های المپیک تابستانی ۱۹۴۸ در وزن ۵۱- کیلوگرم (Flyweight) شرکت کرده است، رسائلی در مرحله اول با شکست در برابر آپیه کورمان بوکسور هلندی از مسابقات حذف شد.